# 洪在星
洪在星（ホン・ジェソン、朝鮮語: 홍재성、1946年5月2日 - ）は、大韓民国の言語学者。

## 経歴
1946年5月2日、開城に生まれた。京畿高等学校を卒業後、ソウル大学校フランス語仏文学科に進学し、パリ第七大学大学院で言語学博士号を取得した。 その後同科の教授を務め、1998年から2007年まで文化観光部主管で実施した国語情報化中長期プロジェクト「21世紀世宗計画」の研究責任者として活動した。 2000年には第22回外率賞を受賞し、2001年にはソウル大学認知科学研究所所長、2002年には韓国辞典学会副会長を歴任した。 2006年から2007年まで韓国言語学会の会長を歴任した。 また、2008年第18回世界言語学者大会(CIL18)では、イ・イクァンと共に共同会長を歴任した。

## 著書
- 『現代韓国語動詞構文の研究』（1987年、トップ出版社）
- 『フランス語文章の練習』 (1993年、韓国放送通信大学出版部）
- 『フランス語学講読 1』 (1993年、韓国放送通信大学出版部）
- 『フランス語学概論』（1995年、韓国放送大学出版部）
- 『現代韓国語動詞構文辞典』（斗山東亜、1997年）
- 『フランス語基本構文の理解』 (1998年、ソウル大学出版部）
- 『プライム仏韓辞典』（斗山東亜、1998年）
- 『フランス語文章練習』（2003年、韓国放送大学出版部）
- 『セハンブル事典』（2007年、韓国外大出版部）